# بيري باول
بيري باول (بالهولندية: Berry Powel)‏ (2 مايو 1980 بأوترخت في هولندا - ) هو لاعب كرة قدم هولندي في مركز الهجوم. لعب مع أدو دين هاغ وخيمناستيك طركونة ودي غرافشاب ودين بوستش ورودا ياي سي ونادي إلتشي ونادي غرونينغن ونادي ميلوول وهيراكليس ألميلو وHuracán Valencia CF ‏ وKozakken Boys ‏.

## وصلات خارجية
- بيري باول على موقع قاعدة بيانات كرة القدم.إي يو (الإنجليزية)
- بيري باول على موقع Soccerbase.com (لاعب) (الإنجليزية)
- بيري باول على موقع Soccerway.com (الإنجليزية)
- بيري باول على موقع عالم كرة القدم.نت (الإنجليزية)
- بيري باول على موقع AS.com (الإسبانية)